# Tollundský muž
Tollundský muž je přirozeně mumifikované tělo muže z doby železné, zemřelého asi v roce 250 př. n. l. Bylo nalezeno roku 1950 v rašeliništi v Dánsku a je uchováno v muzeu v Silkeborgu. Patří k tzv. mumiím z bažin.

## Lidé z bažin v Dánsku
Po staletí se v dánských slatinách těžila rašelina jako palivo. Po všechna ta léta se při těžbě objevovala mrtvá těla. Jen málokdo si pomyslel, že se jedná o pravěké lidi. Proto většinou zavolali policii a mrtvolu pak pohřbili znovu na hřbitově mezi křesťany. Takových těl mohlo být jistě několik tisíc, neboť jen za posledních 200 let existují zprávy o více než 150 takových nálezech. Objeveni byli muži, ženy i děti. Jen u několika případů existují zprávy o situaci při nálezu, o oděvu a pohlaví mrtvých. Ještě méně těchto nálezů se zachovalo.
Většina známých mrtvých z rašelinišť zemřela násilnou smrtí. Je možné, že byli trestáni za nějaký zločin, jiné důkazy nasvědčují tomu, že šlo o rituální oběti.

### Přirozená mumifikace
Těla jsou dochována díky taninu v močálech severní Evropy. Mezi známé nálezy patří nejen Tollundský muž, ale i Lindowský muž, Lindowská žena a Grauballský muž. Těla z rašelinišť jsou nesmírně cenná pro archeology, kteří jsou většinou odkázáni jen na informace z kostí. Díky konzervačním účinkům bažin se můžeme navíc dozvědět mnoho podrobností o zdraví, životě i smrti nalezených mrtvol. Při zachování těla v rašelině zůstává pokožka, vlasy, tkáně a vnitřní orgány v původním stavu, zatímco z kdysi tvrdých kostí zbude jen houbovitá hmota. Díky tomu je možné zjistit pohlaví, věk a podle obsahu střev poslední pokrm zemřelých i dobu úmrtí (některé rostliny jsou k dispozici jen v jistých ročních obdobích).

## Nález Tollundského muže
6. května 1950 Viggo a Emil Højgaard, kteří těžili rašelinu v Tollundské bažině v Dánsku, zahlédli vyčnívat ze země lidský obličej. To, co z počátku považovali za zakopanou oběť nedávné vraždy, se později ukázalo jako práce spíše pro archeology než pro policii. Policie obdržela zprávu o nálezu 8. května. Přivolán byl archeolog Peter Glob, který rozebral případ Tollundského muže ve své studii Lidé z bažin.
Nalezený Tollundský muž měl klidný výraz, po odstranění rašeliny kolem krku se objevila oprátka jako svědectví o jeho násilné smrti. Avšak pokud byl obětován, mohla to pro něj být čest. Nicméně toto můžeme jen odhadovat. Mnozí mrtví měli pěstěné ruce, zřejmě příslušníci vyšší vrstvy. Je pravděpodobné, že před zavražděním a hozením do močálu byli tito lidé svlečeni. Kdyby se totiž oděvy v močálu rozložily, zůstaly by na pokožce otisky struktury textilu.

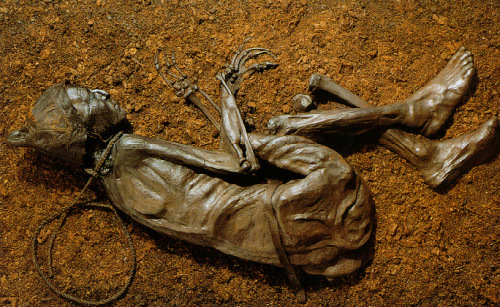
Nalezený Tollundský muž

### Stav muže při nálezu
Mrtvý spočíval na boku v přirozené poloze spícího člověka. Byl zcela nahý, až na koženou kápi a opasek. Oči měl zavřené a rty našpulené, jakoby se tiše modlil nebo meditoval. Jeho hlava se zachovala obzvlášť dobře. Vlasy měl ostříhané tak nakrátko, že je čapka téměř zakrývala. Tvář měl hladce oholenou, jen se zcela krátkým strništěm vousů na horním rtu a na bradě (strniště na bradě mohlo vyrašit až po smrti). Trup byl většinou ještě pokryt kůží. Levá strana prsou a ramene byla poněkud rozložená, neboť tam pokožka zmizela. Podél zad bylo vidět mnoho ostrých řezů, způsobených dobýváním rašeliny v bažině. Na levé straně vyčnívala z kůže kyčelní kost a břicho se zvrásnilo. Pohlavní ústrojí se uchovalo dobře.

## Analýza Tollundského muže
Aby se tento nález dal náležitě prostudovat a uchovat, bylo zapotřebí jej okamžitě dovézt do Národního muzea v Kodani, kde ho prozkoumali a konzervovali.
Prozkoumání okolní rašelinové hmoty prokázalo, že nalezená mrtvola je z rané doby železné a stará asi 2300 let. Muž dosahoval výšky asi 161 cm a zemřel ve věku 30 až 40 let. Rentgenový snímek lebky ukázal, že zuby moudrosti si už prorazily svou cestu. Dobře se dochoval mozek, srdce, plíce, játra i zažívací trakt, a tak bylo možné určit jeho poslední potravu. Podle stráveného obsahu jeho žaludku víme, že jedl poslední jídlo 12 až 24 hodin před smrtí. Byla to kaše z ječmene, lněného semínka, lnice seté, truskavce ptačího a celé řady různých jednoletých bylin. V žaludku nebyla žádná masitá strava, jinak by se prokazatelně dochovaly zbytky kostí, šlach a svaloviny. Dle dalších nálezů víme, že maso nepatřilo k běžné stravě starší doby železné, kdy náš muž žil, tak jako tomu bylo v loveckém období doby kamenné. Nepřítomnost jakýchkoliv stop po letním či podzimním ovoci nebo po listové zelenině v žaludku Tollundského muže může znamenat, že zemřel v zimě nebo začátkem jara.
Analýza nedokázala prokázat příčinu smrti. V době železné bylo zvykem ucházet se o přízeň bohů oběťmi v bažinách. Byli obětováni nejen lidé, ale i zlato a jiné cennosti. Je tedy možné, že byl obětován při rituálu spojeném s oslavami zimního slunovratu, které vrcholily krvavými obřady.

## Konzervace Tollundského muže

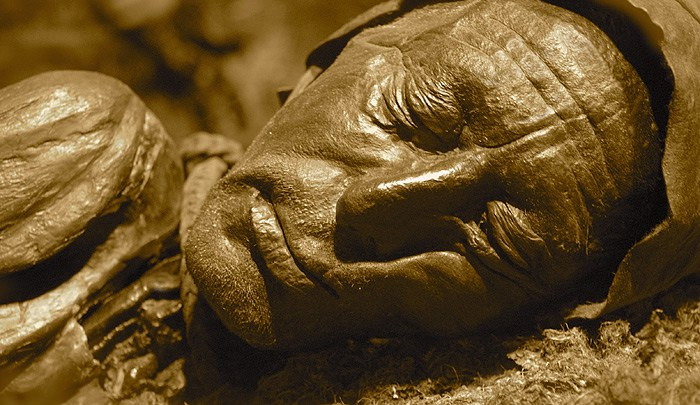
Hlava Tollundského muže

Když skončilo podrobné studium Tollundského muže, vyvstala otázka jak ho zachovat. Konzervovala se jen hlava. Preparování trvalo přes rok a v červnu 1962 byla hlava poslána do muzea v Silkeborgu ve středním Jutsku, asi 10 km od naleziště v Tollundské slatině, kde si ji můžeme i dnes, spolu s replikou těla, prohlédnout. Podařilo se dokonale zachovat proporce a rysy obličeje, celkově se však hlava zmenšila o 12 %. Přesto se jedná o jednu z nejlépe zachovalých hlav pravěkého člověka.